# Nati nel 1937/Aprile
| Questa pagina contiene informazioni ricavate automaticamente dalle voci biografiche con l'ausilio del template Bio e di un bot. L'aggiornamento è periodico e automatico e ricostruisce completamente la pagina. Se manca una persona in questa lista, sei pregato di non aggiungerla, ma accertati piuttosto che la sua voce biografica contenga il template Bio e che i dati anagrafici siano correttamente compilati. Se il template Bio manca, inseriscilo tu stesso o, in alternativa, metti l'avviso {{tmp\|Bio}} che ne segnala la mancanza. Se i dati riportati sono sbagliati, correggi direttamente la voce biografica; le modifiche saranno visibili in questa lista entro pochi giorni. Per chiarimenti vedi il progetto biografie. La lista contiene solo le 200 persone che sono citate nell'enciclopedia e per le quali è stato implementato correttamente il template Bio. Pagina aggiornata al 18 ago 2025. |

- 1º aprile - Mohammad Hamid Ansari, politico indiano
- 1º aprile - Valēntin Čēṙnikov, schermidore sovietico († 2002)
- 1º aprile - Yilmaz Güney, regista, attore cinematografico e scrittore curdo († 1984)
- 1º aprile - José Antonio Irulegui, allenatore di calcio e ex calciatore spagnolo
- 1º aprile - Jurij Melichov, ciclista su strada sovietico († 2000)
- 1º aprile - Angela Pagano, attrice italiana († 2024)
- 1º aprile - April Phumo, allenatore di calcio sudafricano († 2011)
- 1º aprile - Ettore Rotelli, politologo e politico italiano
- 1º aprile - Vladimir Sal'kov, calciatore e allenatore di calcio sovietico († 2020)
- 1º aprile - Sergio Siracusa, generale italiano
- 2 aprile - Jurij Falin, calciatore sovietico († 2003)
- 2 aprile - Paul Kanjorski, politico statunitense
- 2 aprile - Cesare Maccacaro, allenatore di calcio e ex calciatore italiano
- 2 aprile - Antoni Ros-Marbà, direttore d'orchestra spagnolo
- 2 aprile - Mario Rusca, pianista, compositore e direttore d'orchestra italiano
- 2 aprile - Giorgio Scaramellini, politico italiano († 2023)
- 3 aprile - Everett Alvarez, militare statunitense
- 3 aprile - Renzo Bardelli, politico italiano († 2018)
- 3 aprile - Carla Comaschi, attrice e doppiatrice italiana
- 3 aprile - Lawrence Dane, attore, sceneggiatore e regista canadese († 2022)
- 3 aprile - Manlio Ianni, politico italiano († 2019)
- 3 aprile - Volodymyr Jemec', calciatore e allenatore di calcio sovietico († 1987)
- 3 aprile - Eve Rimmer, atleta paralimpica, nuotatrice e arciera neozelandese († 1996)
- 3 aprile - Bartolomeo Tarantino, calciatore italiano († 2012)
- 4 aprile - Ludovico Magrini, giornalista italiano († 1991)
- 4 aprile - Thomas Mauch, direttore della fotografia, regista e produttore cinematografico tedesco
- 4 aprile - Renato Meduri, politico e giornalista italiano
- 4 aprile - Lajos Portisch, scacchista ungherese
- 5 aprile - Rune Börjesson, calciatore svedese († 1996)
- 5 aprile - Joseph Lelyveld, giornalista statunitense († 2024)
- 5 aprile - Juan Vicente Lezcano, calciatore paraguaiano († 2012)
- 5 aprile - John Loridon, cestista belga († 2020)
- 5 aprile - Rolando Mignani, artista e poeta italiano († 2006)
- 5 aprile - Jean-Pierre Petit, ingegnere, ufologo e scrittore francese
- 5 aprile - Colin Powell, generale e politico statunitense († 2021)
- 5 aprile - Maryanne Trump Barry, avvocata e magistrata statunitense († 2023)
- 5 aprile - Guido Vildoso Calderón, politico e generale boliviano
- 6 aprile - Gastone Ballarini, calciatore italiano († 1982)
- 6 aprile - Merle Haggard, cantante statunitense († 2016)
- 6 aprile - Peter Maivia, wrestler samoano americano († 1982)
- 6 aprile - Giorgio Panattoni, politico italiano († 2025)
- 6 aprile - Billy Dee Williams, attore statunitense
- 7 aprile - Angelo Caroli, giornalista, scrittore e calciatore italiano († 2020)
- 7 aprile - Mircea Dridea, ex calciatore e allenatore di calcio rumeno
- 7 aprile - Uolevi Manninen, cestista finlandese († 2009)
- 7 aprile - Cornelius Alvin Smith, politico bahamense
- 7 aprile - Horace Walker, cestista statunitense († 2001)
- 8 aprile - Tony Barton, calciatore e allenatore di calcio inglese († 1993)
- 8 aprile - Jimmy Briggs, calciatore scozzese († 2011)
- 8 aprile - Seymour Hersh, giornalista e scrittore statunitense
- 8 aprile - Barbara Lang, attrice e cantante statunitense
- 8 aprile - David Perlmutter, scrittore polacco
- 8 aprile - Gudrun Theuerkauff, ex schermitrice tedesca
- 9 aprile - Leonid Barbier, nuotatore sovietico († 2023)
- 9 aprile - Barrington J. Bayley, autore di fantascienza britannico († 2008)
- 9 aprile - Massimo Consolati, pugile italiano († 2022)
- 9 aprile - Gastone Simoni, vescovo cattolico italiano († 2022)
- 10 aprile - Bella Achatovna Achmadulina, poetessa russa († 2010)
- 10 aprile - Maria Alfonsa Bruno, religiosa italiana († 1994)
- 10 aprile - Claudette Nevins, attrice statunitense († 2020)
- 10 aprile - Wolfgang Reinhard, storico tedesco
- 10 aprile - Manuel Ruiz Sosa, calciatore e allenatore di calcio spagnolo († 2009)
- 10 aprile - Hans Teuscher, attore, doppiatore e conduttore radiofonico tedesco († 2015)
- 10 aprile - Hugo van Lawick, regista e fotografo olandese († 2002)
- 11 aprile - Lando Bartolini, tenore italiano († 2024)
- 11 aprile - Alessandro Braccesi, astronomo e fisico italiano († 2013)
- 11 aprile - Jill Gascoine, attrice britannica († 2020)
- 11 aprile - Les Hunt, hockeista su ghiaccio canadese († 2013)
- 11 aprile - Stančo Kolev, ex lottatore bulgaro
- 11 aprile - Ramanathan Krishnan, ex tennista indiano
- 11 aprile - Juan Carlos Rulli, allenatore di calcio e ex calciatore argentino
- 11 aprile - Amaro Viana Barbosa, calciatore brasiliano († 2010)
- 12 aprile - Barbara Aland, teologa, grecista e filologa classica tedesca († 2024)
- 12 aprile - Oslavio Di Credico, tenore italiano († 2006)
- 12 aprile - Pedro Romero, calciatore messicano († 2018)
- 12 aprile - Igor' Petrovič Volk, cosmonauta sovietico († 2017)
- 13 aprile - José Augusto de Almeida, allenatore di calcio e ex calciatore portoghese
- 13 aprile - Caprice Chantal, ballerina, cantante e attrice francese
- 13 aprile - Eric Davidson, biologo statunitense († 2015)
- 13 aprile - Edward Fox, attore britannico
- 13 aprile - Alwyn McGuffie, calciatore inglese († 2015)
- 13 aprile - Heinz Mäder, ex pallanuotista tedesco orientale
- 13 aprile - Jeremiah Ostriker, astrofisico e astronomo statunitense († 2025)
- 13 aprile - Angelo Panara, allenatore di calcio e calciatore italiano († 2007)
- 13 aprile - Stan Stasiak, wrestler canadese († 1997)
- 13 aprile - Teisuke Tanaka, pilota motociclistico giapponese († 2015)
- 13 aprile - Diemut Theato, politica tedesca
- 13 aprile - Lanford Wilson, drammaturgo statunitense († 2011)
- 14 aprile - Guy Claude Bagnard, vescovo cattolico francese
- 14 aprile - Leo Byrd, cestista statunitense († 1991)
- 14 aprile - Rolly Goldring, cestista canadese († 2017)
- 14 aprile - Václav Kozák, canottiere cecoslovacco († 2004)
- 14 aprile - Lucy Lippard, scrittrice, attivista e critica d'arte statunitense
- 14 aprile - Jan-Erik Lundquist, ex tennista svedese
- 14 aprile - Carlo Mattrel, calciatore italiano († 1976)
- 14 aprile - Antonio Pietrantonio, politico, dirigente pubblico e insegnante italiano († 2025)
- 14 aprile - Ryūzō Saki, scrittore giapponese († 2015)
- 14 aprile - Vitaliano Temellin, calciatore italiano († 2014)
- 14 aprile - Roy Vernon, calciatore gallese († 1993)
- 15 aprile - Goffredo Fofi, saggista, attivista e giornalista italiano († 2025)
- 15 aprile - Italo Masala, politico italiano
- 15 aprile - Ante Nardelli, pallanuotista jugoslavo († 1995)
- 15 aprile - Mario Giovanni Guerriero Ruffini, politico italiano († 1990)
- 15 aprile - Peter F. Secchia, politico, imprenditore e diplomatico statunitense († 2020)
- 15 aprile - Frank Vincent, attore e polistrumentista statunitense († 2017)
- 16 aprile - Walter Birtles, cestista canadese († 2024)
- 16 aprile - Michael Booker, ex pattinatore artistico su ghiaccio britannico
- 16 aprile - Nino Calice, politico e saggista italiano († 1997)
- 16 aprile - Andrea Corno, editore italiano († 2007)
- 16 aprile - Gaetano Fasolino, politico italiano
- 16 aprile - Colette Flesch, politica e ex schermitrice lussemburghese
- 16 aprile - Dave Gambee, ex cestista statunitense
- 16 aprile - Angelo Marchese, critico letterario, semiologo e insegnante italiano († 2000)
- 16 aprile - George Steele, wrestler e attore statunitense († 2017)
- 16 aprile - Maurizio Rinaldi, direttore d'orchestra italiano († 1995)
- 17 aprile - Zoltán Berczik, tennistavolista ungherese († 2011)
- 17 aprile - Don Buchla, inventore statunitense († 2016)
- 17 aprile - Guus Haak, ex calciatore olandese
- 17 aprile - Yoland Lévèque, pugile francese († 2011)
- 17 aprile - Ferdinand Piëch, imprenditore austriaco († 2019)
- 18 aprile - Keiko Abe, percussionista e compositrice giapponese
- 18 aprile - Veniamin Aleksandrov, hockeista su ghiaccio sovietico († 1991)
- 18 aprile - Bruno Ballarini, calciatore italiano († 2015)
- 18 aprile - Joaquim Carvalho, calciatore portoghese († 2022)
- 18 aprile - Marcia Haydée, ex ballerina e direttrice artistica brasiliana
- 18 aprile - Robert Hooks, attore statunitense
- 18 aprile - Galliano Juso, produttore cinematografico e sceneggiatore italiano († 2024)
- 18 aprile - Harro Ran, pallanuotista olandese († 1990)
- 18 aprile - Ed Parish Sanders, teologo statunitense († 2022)
- 18 aprile - Franca Vendrame, ex cestista italiana
- 18 aprile - Tat'jana Ščelkanova, lunghista, velocista e multiplista sovietica († 2011)
- 19 aprile - Antonio Carluccio, cuoco, imprenditore e personaggio televisivo italiano († 2017)
- 19 aprile - Elinor Donahue, attrice statunitense
- 19 aprile - Joseph Estrada, politico e attore filippino
- 19 aprile - Antonino Gerbaudo, ex calciatore italiano
- 19 aprile - Klaus Thunemann, fagottista tedesco
- 20 aprile - Walter Chyzowych, calciatore e allenatore di calcio polacco († 1994)
- 20 aprile - Amalia Ercoli-Finzi, ingegnera e filantropa italiana
- 20 aprile - Josef Stiegler, ex sciatore alpino e allenatore di sci alpino austriaco
- 20 aprile - George Takei, attore e attivista statunitense
- 20 aprile - Ivica Šangulin, allenatore di calcio e calciatore croato († 2012)
- 21 aprile - Egidio Fumagalli, calciatore italiano († 2015)
- 21 aprile - Gianfranco Girotti, vescovo cattolico italiano
- 21 aprile - Vadym Hladun, cestista sovietico († 2024)
- 21 aprile - Giorgio Pressburger, regista, scrittore e drammaturgo ungherese († 2017)
- 22 aprile - Paolo Caccia, politico italiano († 2024)
- 22 aprile - Bobbi Fiedler, politica statunitense († 2019)
- 22 aprile - Patricia Goldman-Rakic, insegnante statunitense († 2003)
- 22 aprile - Jack Nicholson, attore, sceneggiatore e produttore cinematografico statunitense
- 22 aprile - Jack Nitzsche, compositore statunitense († 2000)
- 22 aprile - Benito Novello, ex calciatore italiano
- 23 aprile - Robert Campbell, calciatore e allenatore di calcio inglese († 2015)
- 23 aprile - Adelmo Capelli, allenatore di calcio e calciatore italiano († 1999)
- 23 aprile - Franco Gallo, giurista italiano
- 24 aprile - Enzo Barbaresco, ex arbitro di calcio italiano
- 24 aprile - Paolo Beni, ex calciatore e allenatore di calcio italiano
- 24 aprile - Otmar Gutmann, regista, produttore televisivo e animatore tedesco († 1993)
- 24 aprile - Joe Henderson, sassofonista statunitense († 2001)
- 24 aprile - Ivan Ivanov, lottatore bulgaro († 2010)
- 24 aprile - Reinhold Joest, ex pilota automobilistico e imprenditore tedesco
- 24 aprile - Viktor Zubkov, cestista sovietico († 2016)
- 25 aprile - Herminio Campos, ex calciatore peruviano
- 25 aprile - Giancarlo Fusato, calciatore italiano († 2024)
- 25 aprile - Vladimir Leonov, ex pistard sovietico
- 25 aprile - Luigi Memmi, politico italiano († 2007)
- 25 aprile - Toribio Porco Ticona, cardinale e vescovo cattolico boliviano
- 25 aprile - Humberto Rodríguez Pastor, antropologo peruviano
- 25 aprile - Carlo Alberto Sacchi, ingegnere italiano († 1989)
- 25 aprile - Domenico Salazar, prefetto italiano († 2009)
- 25 aprile - Nazzareno Zamperla, stuntman e attore italiano († 2020)
- 26 aprile - Jean-Pierre Beltoise, pilota motociclistico e pilota automobilistico francese († 2015)
- 26 aprile - Bob Boozer, cestista statunitense († 2012)
- 26 aprile - Kurt Christensen, calciatore danese († 2022)
- 26 aprile - Manga, calciatore brasiliano († 2025)
- 26 aprile - Gus Hutchison, ex pilota automobilistico e imprenditore statunitense
- 26 aprile - Gianfranco Sommaggio, mezzofondista italiano († 2015)
- 26 aprile - Stan Swamy, prete e attivista indiano († 2021)
- 27 aprile - Olga Bondareva, matematica sovietica († 1991)
- 27 aprile - Dominique Boschero, attrice cinematografica e ex modella francese
- 27 aprile - Sandy Dennis, attrice statunitense († 1992)
- 27 aprile - Nita French, ex cestista australiana
- 27 aprile - Leonid Kolesnikov, nuotatore sovietico († 2010)
- 27 aprile - Yasuo Koyama, goista giapponese († 2000)
- 27 aprile - Orazio Maria Petracca, politologo italiano († 2008)
- 27 aprile - Zhang Jie, scrittrice cinese († 2022)
- 28 aprile - Giancarlo Beltrami, calciatore e dirigente sportivo italiano († 2022)
- 28 aprile - Beppe Chierici, cantautore, attore e cabarettista italiano
- 28 aprile - Saddam Hussein, politico e militare iracheno († 2006)
- 28 aprile - Mascarenhas, calciatore portoghese († 2015)
- 28 aprile - Giacomo Rizzolatti, neuroscienziato italiano
- 28 aprile - Vincenzo Vigiano, politico italiano
- 28 aprile - John Anderson White, calciatore scozzese († 1964)
- 28 aprile - Karl von Wendt, pilota automobilistico tedesco († 2006)
- 29 aprile - Ramón Abeledo, ex calciatore argentino
- 29 aprile - Hasil Adkins, cantautore e polistrumentista statunitense († 2005)
- 29 aprile - Jean Gauthier, hockeista su ghiaccio canadese († 2013)
- 29 aprile - Lluís Martínez Sistach, cardinale e arcivescovo cattolico spagnolo
- 29 aprile - Jill Paton Walsh, scrittrice britannico († 2020)
- 30 aprile - Tony Harrison, poeta inglese
- 30 aprile - Edgar Stakset, ex calciatore norvegese